# جيمس بي. جونسون
جيمس بي. جونسون (بالإنجليزية: James B. Johnson)‏ (1944)؛ كاتب وروائي أمريكي.